# Ornella Muti
Ornella Muti (* 9. března 1955, Řím), rodným jménem Francesca Romana Rivelli, je italská herečka a bývalá modelka.

## Život
Její otec, neapolský novinář, zemřel, když jí bylo 10 let. Matka Ilse Renate Krause pocházela z Estonska, kde se narodila ruským emigrantům z Petrohradu, byla sochařkou. Kromě Francesci Romany měli ještě dceru Claudii (1951). V mládí pracovala Ornella Muti jako modelka. Jako čtrnáctiletá debutovala ve filmu Damiana Damianiho Nejkrásnější manželka (La moglie più bella, 1970).
Byla dvakrát vdaná, nejdříve za Alessia Orana v letech 1975–1981 (hráli spolu ve filmu Nejkrásnější manželka) a později za Federika Facchinettiho (1988–1996). Od roku 1998 žije s plastickým chirurgem Stefanem Piccolim. Její nejstarší dcera Naike Rivelli je také modelkou a herečkou.
V sedmdesátých letech spolupracuje se slavnými italskými režiséry – s Mariem Monicellim (Romanzo popolare, 1974; I nuovi mostri / Nová strašidla, 1977), s Dinem Risim (Primo amore / První láska, 1978) a se Sergiem Corbuccim (Zločin à la Neapol, 1978). Vytváří postavy svůdných a svéhlavých mladých dívek, které sice vypadají nevinně, ale pod jejich prostou tvářičkou se skrývá cílevědomá a rozhodná povaha. Její sláva brzy přesáhne hranice Itálie, přesto natáčí zejména filmy místní provenience. Její pokus prorazit v Hollywoodu skončil neúspěchem.
Z anglo-americké produkce patří mezi její úspěšné snímky hlavně Oscar (1991), Byl jednou jeden zločin (1992), Flash Gordon (1980) a Codice privato (1988) – za roli v tomto filmu byla nominována na cenu Evropské filmové akademie. Z poslední doby lze uvést film Do Říma s láskou (To Rome With Love, USA) s režisérem Woody Allenem.
Ve filmu ztvárnila i některé literární postavy. Ve filmu Swannova láska (1984) podle předlohy Marcela Prousta se objevila pod vedením režiséra Volkera Schlöndorffa coby Odette de Crécy, setkáme se s ní rovněž ve filmu Kronika ohlášené smrti (1987) podle románu Gabriela Garcii Márqueze.
Několikrát natáčí i se svou dcerou Naike. Většinou obě hrají tutéž postavu, ale v různé době, například v televizní adaptaci románu Alexandra Dumase Hrabě Monte Christo (1998).
V roce 1998 poprvé navštívila Českou republiku. Nejprve v rámci reklamní kampaně parfému Viva di Tosca a poté jako oficiální host Mezinárodního filmového festivalu v Karlových Varech. Představila zde černou komedii Někde ve městě, v němž vytvořila postavu nevěrné manželky. V roce 2000 se účastnila se MFF dětského filmu ve Zlíně.
V roce 1994 ji čtenáři časopisu Class zvolili nejkrásnější ženou světa. V roce 2008 uvedla na trh novou řadu vlastních klenotů a otevřela obchody v Paříži, Miláně, Římě, Rize, Moskvě a Alma Atě. Ňadra má pojištěna na částku 350 000 dolarů.
V únoru 2015 dostala u soudu v italském Pordenone podmíněný trest osm měsíců a pokutu v přepočtu 16 a půl tisíce korun, jelikož se v roce 2011 podle soudce dopustila podvodu, když zrušila účast na představení kvůli večeři s Vladimirem Putinem, který byl v té době ruským premiérem.

## Výběr z filmografie
- 1970 – Nejkrásnější manželka (La moglie più bella), režie: Damiano Damiani
- 1971 – Un posto ideale per uccidere, režie: Umberto Lenzi
- 1971 – Il Sole nella pelle, režie: Giorgio Stegani
- 1973 – Le monache di Sant'Arcangelo (Jeptišky od sv. Archanděla), režie: Domenico Paolella
- 1974 – Appassionata, režie: Gianluigi Calderone
- 1974 – Romanzo popolare, režie: Mario Monicelli
- 1975 – Leonor (FR), režie: Juan Luis Buñuel
- 1975 – La stanza del vescovo, režie: Dino Risi
- 1975 – Novomanželka ( La Joven casada), režie Mario Camus
- 1976 – Poslední žena (La dernière femme / L' Ultima donna), režie: Marco Ferreri
- 1977 – Smrt darebáka (Mort d'un pourri), režie: Georges Lautner
- 1977 – Nová strašidla (I nuovi mostri), režie: Mario Monicelli
- 1978 – Primo amore, režie: Dino Risi
- 1979 – Život je krásný (La vita è bella, IT-SU), režie: Grigori Tschuchrai
- 1980 – Flash Gordon (UK-NL-USA), režie: Mike Hodges
- 1980 – Láska a peníze (Love and Money, USA), režie: James Toback
- 1982 – Dívka z Terstu (La ragazza di Trieste), režie: Pasquale Festa Campanile
- 1984 – Swannova láska (Un amour de Swann), režie: Volker Schlöndorff
- 1987 – Kronika ohlášené smrti (Cronaca di una morte annunciata), režie: Francesco Rosi
- 1988 – Codice privato, režie: Francesco Macelli
- 1991 – Oscar (USA), režie: John Landis
- 1992 – Byl jednou jeden zločin (Once Upon a Crime, USA), režie: Eugene Levy
- 1992 – Non chiamarni Omar, režie: Sergie Staino
- 1992 – Zejména v neděli (La domenica specialmente), povídkový film
- 1998 – Hrabě Monte Christo (Le Comte de Monte Christo, FR), televizní minisérie
- 2001 – Poslední agent (Last Run, USA), režie: Anthony Hickox
- 2001 – Hotel (UK), režie: Mike Figgis
- 2004 – Trilogy (On the Run, An Amazing Couple, After the Life), režie: Lucas Belvaux
- 2004 – The Heart Is Deceitful Above All Things, režie: Asia Argento
- 2012 – Do Říma s láskou (To Rome With Love, USA), režie: Woody Allen